# 杨通乡
杨通乡，是中华人民共和国四川省达州市大竹县下辖的一个乡镇级行政单位。

## 行政区划
杨通乡下辖以下地区：
街道社区、东升村、春光村、段家湾村、阳光村、凤河村和大庙村。